# CD-Maximum
CD-Maximum (Сиди-Максимум) — российская независимая фирма, лейбл, специализирующийся на издании музыкальной продукции. Компания существует с 1997 года и выпускает оригинальные альбомы российских метал-исполнителей и лицензионные альбомы зарубежных «тяжёлых» групп. Под лейблом CD-Maximum в России издаются многие известные российские и зарубежные метал-группы. Руководит компанией Юрий Богданов.

## Связанные исполнители
- Arida Vortex
- ARDA
- Grenouer
- Krüger
- Mechanical Poet
- Merlin
- Unreal
- WelicoRuss
- Абордаж
- Алиса
- Ария
- Артерия
- Артур Беркут
- Бони НЕМ
- Виконт
- Вольная стая
- Гран-КуражЪ
- Кипелов
- Кувалда
- Багира
- Коrsика
- Крылья
- Легион
- Маврин
- Мастер
- Натиск
- Ольви
- Реанимация
- Рогатые трупоеды
- Seagall
- Твердь
- Театр теней
- Темнозорь
- Фактор страха
- Харизма
- Чёрный обелиск
- Эпидемия
- Stonehand

И многие другие.

## Зарубежные партнёры
В своё время компания сотрудничала со многими зарубежными независимыми лейблами: Nuclear Blast, Moon records, AFM Records, Metal Mind Productions, Season of Mist, Regain Records, Eagle Records, Limb Music, Prophecy Productions и другие. Примерно с 2010 г. компания практически остановила выпуск альбомов зарубежных артистов по лицензии вышеуказанных и других лейблов и переключилась на издание и дистрибуцию альбомов российских музыкальных коллективов.